# Giải Vệ Tinh cho phim nói tiếng nước ngoài hay nhất
Giải Vệ tinh cho Phim nói tiếng nước ngoài hay nhất là một trong những giải thưởng Vệ tinh hàng năm do Học viện Báo chí Quốc tế trao tặng.

## Chiến thắng và đề cử

### 1990s
| Năm  | Phim                         | Đạo Diễn                              | Quốc Gia                    |
| ---- | ---------------------------- | ------------------------------------- | --------------------------- |
| 1996 | Breaking the Waves           | Lars Von Trier                        | Đan Mạch / Anh Quốc         |
| 1996 | Azúcar Amarga                | Leon Ichaso                           | Hoa Kỳ / Dominican Republic |
| 1996 | La cérémonie                 | Claude Chabrol                        | Pháp / Đức                  |
| 1996 | Kolya                        | Jan Svěrák                            | Czech Republic              |
| 1996 | Prisoner of the Mountains    | Sergei Bodrov                         | Nga / Kazakhstan            |
| 1996 | Ridicule                     | Patrice Leconte                       | Pháp                        |
| 1997 | Shall We Dance?              | Masayuki Suo                          | Nhật Bản                    |
| 1997 | Ponette                      | Jacques Doillon                       | Pháp                        |
| 1997 | Live Flesh                   | Pedro Almodóvar                       | Spain / Pháp                |
| 1997 | Ma vie en rose               | Alain Berliner                        | Pháp / Bỉ / Anh Quốc        |
| 1997 | The Promise                  | Jean-Pierre Dardenne and Luc Dardenne | Bỉ / Pháp                   |
| 1998 | Central Station              | Walter Salles                         | Brazil / Pháp               |
| 1998 | The Celebration              | Thomas Vinterberg                     | Đan Mạch                    |
| 1998 | Cuộc sống tươi đẹp           | Roberto Benigni                       | Ý                           |
| 1998 | Only Clouds Move the Stars   | Torun Lian                            | Na Uy                       |
| 1998 | La Séparation                | Christian Vincent                     | Pháp                        |
| 1999 | All About My Mother          | Pedro Almodóvar                       | Spain / Pháp                |
| 1999 | Ba Mùa                       | Tony Bui                              | Hoa Kỳ                      |
| 1999 | The Emperor and the Assassin | Trần Khải Ca                          | Trung Quốc                  |
| 1999 | The King of Masks            | Wu Tianming                           | Trung Quốc                  |
| 1999 | The Red Violin               | François Girard                       | Canada / Ý / Anh Quốc       |
| 1999 | Run Lola Run                 | Tom Tykwer                            | Đức                         |

### 2000s
| Năm  | Phim                                 | Đạo Diễn                          | Quốc Gia                                                                 |
| ---- | ------------------------------------ | --------------------------------- | ------------------------------------------------------------------------ |
| 2000 | Ngoạ hổ, tàng long                   | Lý An                             | Taiwan / Trung Quốc / Hong Kong / Hoa Kỳ                                 |
| 2000 | Goya in Bordeaux                     | Carlos Saura                      | Spain                                                                    |
| 2000 | His Wife's Diary                     | Alexei Uchitel                    | Russia                                                                   |
| 2000 | Malèna                               | Giuseppe Tornatore                | Ý / Hoa Kỳ                                                               |
| 2000 | Malli                                | Santosh Sivan                     | India                                                                    |
| 2000 | Shower                               | Zhang Yang                        | China                                                                    |
| 2001 | No Man's Land                        | Danis Tanović                     | Bosnia and Herzegovina / France / Slovenia / Ý / Anh Quốc / Bỉ           |
| 2001 | Amélie                               | Jean-Pierre Jeunet                | France / Đức                                                             |
| 2001 | Xe đạp Bắc Kinh                      | Wang Xiaoshuai                    | Trung Quốc / France / Taiwan                                             |
| 2001 | Our Lady of the Assassins            | Barbet Schroeder                  | Colombia / Tây Ban Nha / France                                          |
| 2001 | The Princess and the Warrior         | Tom Tykwer                        | Đức                                                                      |
| 2001 | Baran                                | Majid Majidi                      | Iran                                                                     |
| 2002 | Talk to Her                          | Pedro Almodóvar                   | Tây Ban Nha                                                              |
| 2002 | All or Nothing                       | Mike Leigh                        | Anh Quốc                                                                 |
| 2002 | Bloody Sunday                        | Paul Greengrass                   | Anh Quốc / Ireland                                                       |
| 2002 | Everyone Loves Alice                 | Richard Hobert                    | Sweden / Na Uy                                                           |
| 2002 | Monsoon Wedding                      | Mira Nair                         | India / France / Đức / Ý / Hoa Kỳ                                        |
| 2002 | Rain                                 | Christine Jeffs                   | New Zealand                                                              |
| 2002 | Sex and Lucia                        | Julio Medem                       | Tây Ban Nha / France                                                     |
| 2003 | City of God                          | Fernando Meirelles and Kátia Lund | Brazil                                                                   |
| 2003 | The Barbarian Invasions              | Denys Arcand                      | Canada / Pháp                                                            |
| 2003 | Gloomy Sunday                        | Rolf Schübel                      | Đức / Hungary                                                            |
| 2003 | Monsieur Ibrahim                     | François Dupeyron                 | Pháp                                                                     |
| 2003 | Osama                                | Siddiq Barmak                     | Afghanistan / Netherlands / Japan / Ireland / Iran                       |
| 2003 | Xuân, hạ, thu, đông,... rồi lại xuân | Kim Ki-duk                        | South Korea / Đức                                                        |
| 2004 | The Sea Inside                       | Alejandro Amenábar                | Tây Ban Nha / France / Ý                                                 |
| 2004 | Don't Move                           | Sergio Castellitto                | Ý                                                                        |
| 2004 | Thập diện mai phục                   | Trương Nghệ Mưu                   | Trung Quốc / Hong Kong                                                   |
| 2004 | The Motorcycle Diaries               | Walter Salles                     | Argentina / Brazil / Hoa Kỳ / Chile / Peru / Anh Quốc / Germany / France |
| 2004 | Bad Education                        | Pedro Almodóvar                   | Spain                                                                    |
| 2004 | Cuộc đính hôn lâu dài                | Jean-Pierre Jeunet                | Pháp                                                                     |
| 2005 | Mother of Mine                       | Klaus Härö                        | Finland                                                                  |
| 2005 | 2046                                 | Vương Gia Vệ                      | Hong Kong                                                                |
| 2005 | Innocent Voices                      | Luis Mandoki                      | Mexico / El Salvador                                                     |
| 2005 | Lila Says                            | Ziad Doueiri                      | Pháp                                                                     |
| 2005 | Turtles Can Fly                      | Bahman Ghobadi                    | Iran / Pháp / Iraq                                                       |
| 2005 | Walk on Water                        | Eytan Fox                         | Israel                                                                   |
| 2006 | Volver                               | Pedro Almodóvar                   | Spain                                                                    |
| 2006 | Apocalypto                           | Mel Gibson                        | Hoa Kỳ                                                                   |
| 2006 | Changing Times                       | André Téchiné                     | France                                                                   |
| 2006 | The Lives of Others                  | Florian Henckel von Donnersmarck  | Đức                                                                      |
| 2006 | The Syrian Bride                     | Eran Riklis                       | Israel / Pháp / Đức                                                      |
| 2006 | Water                                | Deepa Mehta                       | Canada / Hoa Kỳ / India                                                  |
| 2007 | Sắc, giới                            | Lý An                             | Hoa Kỳ / Trung Quốc / Đài Loan                                           |
| 2007 | 4 Months, 3 Weeks and 2 Days         | Cristian Mungiu                   | Romania                                                                  |
| 2007 | La Vie en Rose                       | Olivier Dahan                     | Czech Republic / Pháp / Anh Quốc                                         |
| 2007 | Offside                              | Jafar Panahi                      | Iran                                                                     |
| 2007 | The Orphanage                        | J. A. Bayona                      | Tây Ban Nha                                                              |
| 2007 | Ten Canoes                           | Rolf de Heer and Peter Djigirr    | Australia                                                                |
| 2008 | Gomorrah                             | Matteo Garrone                    | Ý                                                                        |
| 2008 | Caramel                              | Nadine Labaki                     | Lebanon                                                                  |
| 2008 | The Class                            | Laurent Cantet                    | Pháp                                                                     |
| 2008 | Let the Right One In                 | Tomas Alfredson                   | Sweden                                                                   |
| 2008 | Padre Nuestro                        | Christopher Zalla                 | Hoa Kỳ / Argentina                                                       |
| 2008 | Reprise                              | Joachim Trier                     | Na Uy                                                                    |
| 2009 | Broken Embraces                      | Pedro Almodóvar                   | Spain                                                                    |
| 2009 | The Maid                             | Sebastián Silva                   | Chile                                                                    |
| 2009 | I Killed My Mother                   | Xavier Dolan                      | Canada                                                                   |
| 2009 | Đại chiến Xích Bích                  | Ngô Vũ Sâm                        | Trung Quốc / Hong Kong / Japan / Hàn Quốc / Taiwan / Hoa Kỳ              |
| 2009 | The White Ribbon                     | Michael Haneke                    | Austria / Đức / Pháp / Ý                                                 |
| 2009 | Winter in Wartime                    | Martin Koolhoven                  | Netherlands                                                              |

### 2010s
| Năm  | Phim                                             | Đạo Diễn                              | Quốc Gia                                       |
| ---- | ------------------------------------------------ | ------------------------------------- | ---------------------------------------------- |
| 2010 | Cô gái có hình xăm rồng                          | Niels Arden Oplev                     | Sweden / Đan Mạch / Đức                        |
| 2010 | Biutiful                                         | Alejandro González Iñárritu           | Mexico / Spain                                 |
| 2010 | I Am Love                                        | Luca Guadagnino                       | Ý                                              |
| 2010 | Mother                                           | Bong Joon-ho                          | Hàn Quốc                                       |
| 2010 | Outside the Law                                  | Rachid Bouchareb                      | Pháp / Algeria / Tunisia / Bỉ                  |
| 2010 | Soul Kitchen                                     | Fatih Akın                            | Đức                                            |
| 2010 | White Material                                   | Claire Denis                          | Pháp                                           |
| 2011 | Mysteries of Lisbon                              | Raúl Ruiz                             | Portugal / France                              |
| 2011 | 13 Assassins                                     | Takashi Miike                         | Anh Quốc / Japan                               |
| 2011 | Faust                                            | Alexander Sokurov                     | Nga                                            |
| 2011 | Las Acacias                                      | Pablo Giorgelli                       | Argentina                                      |
| 2011 | The Kid with a Bike                              | Jean-Pierre Dardenne and Luc Dardenne | Bỉ / Pháp                                      |
| 2011 | Le Havre                                         | Aki Kaurismäki                        | Finland / Pháp / Đức                           |
| 2011 | Miss Bala                                        | Gerardo Naranjo                       | Mexico                                         |
| 2011 | Mozart's Sister                                  | René Féret                            | Pháp                                           |
| 2011 | The Turin Horse                                  | Béla Tarr và Ágnes Hranitzky          | Hungary                                        |
| 2012 | 1+1                                              | Olivier Nakache và Éric Toledano      | Pháp                                           |
| 2012 | Pietà                                            | Kim Ki-duk                            | Hàn Quốc                                       |
| 2012 | Amour                                            | Michael Haneke                        | Pháp / Austria / Đức                           |
| 2012 | Beyond the Hills                                 | Cristian Mungiu                       | Romania                                        |
| 2012 | Caesar Must Die                                  | Paolo and Vittorio Taviani            | Ý                                              |
| 2012 | Kon-Tiki                                         | Joachim Rønning và Espen Sandberg     | Na Uy / Đan Mạch / Germany / Sweden / Anh Quốc |
| 2012 | Our Children                                     | Joachim Lafosse                       | Belgium / Pháp                                 |
| 2012 | A Royal Affair                                   | Nikolaj Arcel                         | Denmark / Sweden / Czech Republic              |
| 2012 | A Separation                                     | Asghar Farhadi                        | Iran                                           |
| 2012 | War Witch                                        | Kim Nguyen                            | Canada                                         |
| 2013 | The Broken Circle Breakdown                      | Felix van Groeningen                  | Bỉ                                             |
| 2013 | Bethlehem                                        | Yuval Adler                           | Israel                                         |
| 2013 | Blue Is the Warmest Colour                       | Abdellatif Kechiche                   | France / Belgium / Spain                       |
| 2013 | Circles                                          | Srdan Golubović                       | Serbia                                         |
| 2013 | Four Corners                                     | Ian Gabriel                           | Nam Phi                                        |
| 2013 | The Great Beauty                                 | Paolo Sorrentino                      | Italy / Pháp                                   |
| 2013 | The Hunt                                         | Thomas Vinterberg                     | Đan Mạch                                       |
| 2013 | Metro Manila                                     | Sean Ellis                            | Anh Quốc                                       |
| 2013 | The Past                                         | Asghar Farhadi                        | France / Ý / Iran                              |
| 2013 | Wadjda                                           | Haifaa al-Mansour                     | Saudi Arabia                                   |
| 2014 | Tangerines                                       | Zaza Urushadze                        | Estonia / Georgia                              |
| 2014 | Gett: The Trial of Viviane Amsalem               | Ronit Elkabetz and Shlomi Elkabetz    | Israel / Đức / Pháp                            |
| 2014 | Ida                                              | Paweł Pawlikowski                     | Poland / Đan Mạch / Pháp / Anh Quốc            |
| 2014 | Force Majeure                                    | Ruben Östlund                         | Sweden / France / Norway                       |
| 2014 | Leviathan                                        | Andrey Zvyagintsev                    | Russia                                         |
| 2014 | Little England                                   | Pantelis Voulgaris                    | Hy Lạp                                         |
| 2014 | Mommy                                            | Xavier Dolan                          | Canada                                         |
| 2014 | Timbuktu                                         | Abderrahmane Sissako                  | Mauritania / Pháp                              |
| 2014 | Two Days, One Night                              | Jean-Pierre Dardenne and Luc Dardenne | Bỉ / Pháp / Ý                                  |
| 2014 | Wild Tales                                       | Damián Szifron                        | Argentina / Spain                              |
| 2015 | Son of Saul                                      | László Nemes                          | Hungary                                        |
| 2015 | The Assassin                                     | Hầu Hiếu Hiền                         | Taiwan / China / Hong Kong                     |
| 2015 | The Brand New Testament                          | Jaco Van Dormael                      | Bỉ / France / Luxembourg                       |
| 2015 | Goodnight Mommy                                  | Veronika Franz and Severin Fiala      | Austria                                        |
| 2015 | The High Sun                                     | Dalibor Matanić                       | Croatia / Serbia / Slovenia                    |
| 2015 | Labyrinth of Lies                                | Giulio Ricciarelli                    | Đức                                            |
| 2015 | Mustang                                          | Deniz Gamze Ergüven                   | Pháp / Đức / Thổ Nhĩ Kỳ                        |
| 2015 | A Pigeon Sat on a Branch Reflecting on Existence | Roy Andersson                         | Sweden / Na Uy / France / Germany / Denmark    |
| 2015 | The Second Mother                                | Anna Muylaert                         | Brazil                                         |
| 2015 | Bi kịch triều đại                                | Lee Joon-ik                           | Hàn Quốc                                       |
| 2016 | The Salesman                                     | Asghar Farhadi                        | Iran / France                                  |
| 2016 | The Ardennes                                     | Robin Pront                           | Bỉ                                             |
| 2016 | Elle                                             | Paul Verhoeven                        | France / Đức                                   |
| 2016 | Người hầu gái                                    | Park Chan-wook                        | Hàn Quốc                                       |
| 2016 | The Happiest Day in the Life of Olli Mäki        | Juho Kuosmanen                        | Finland / Đức / Sweden                         |
| 2016 | Julieta                                          | Pedro Almodóvar                       | Spain                                          |
| 2016 | A Man Called Ove                                 | Hannes Holm                           | Sweden                                         |
| 2016 | Ma' Rosa                                         | Brillante Mendoza                     | Philippines                                    |
| 2016 | Paradise                                         | Andrei Konchalovsky                   | Nga                                            |
| 2016 | Toni Erdmann                                     | Maren Ade                             | Đức / Austria                                  |
| 2017 | In the Fade                                      | Fatih Akin                            | Đức / France                                   |
| 2017 | BPM (Beats per Minute)                           | Robin Campillo                        | France                                         |
| 2017 | The Divine Order                                 | Petra Volpe                           | Thuỵ Sĩ                                        |
| 2017 | First They Killed My Father                      | Angelina Jolie                        | Cambodia / Hoa Kỳ                              |
| 2017 | Foxtrot                                          | Samuel Maoz                           | Israel / Đức / France / Switzerland            |
| 2017 | Loveless                                         | Andrey Zvyagintsev                    | Russia / Pháp / Bỉ / Đức                       |
| 2017 | The Square                                       | Ruben Östlund                         | Sweden / Pháp / Đức / Đan Mạch                 |
| 2017 | White Sun                                        | Deepak Rauniyar                       | Nepal / Hà Lan / Qatar / Hoa Kỳ                |
| 2018 | Roma                                             | Alfonso Cuarón                        | Mexico / Hoa Kỳ                                |
| 2018 | The Cakemaker                                    | Ofir Raul Grazier                     | Israel / Đức                                   |
| 2018 | Cold War                                         | Paweł Pawlikowski                     | Poland / France / Anh Quốc                     |
| 2018 | The Guilty                                       | Gustav Möller                         | Đan Mạch                                       |
| 2018 | I Am Not a Witch                                 | Rungano Nyoni                         | Anh Quốc / France / Đức / Zambia               |
| 2018 | Shoplifters                                      | Hirokazu Kore-eda                     | Japan                                          |
| 2019 | Truth and Justice                                | Tanel Toom                            | Estonia                                        |
| 2019 | Atlantics                                        | Mati Diop                             | Pháp / Senegal / Bỉ                            |
| 2019 | Beanpole                                         | Kantemir Balagov                      | Nga                                            |
| 2019 | Les Misérables                                   | Ladj Ly                               | Pháp                                           |
| 2019 | Portrait of a Lady on Fire                       | Céline Sciamma                        | Pháp                                           |
| 2019 | Pain and Glory                                   | Pedro Almodóvar                       | Spain                                          |
| 2019 | The Painted Bird                                 | Václav Marhoul                        | Czech Republic / Slovakia / Ukraine            |
| 2019 | Ký sinh trùng                                    | Bong Joon-ho                          | Hàn Quốc                                       |

### 2020s
| Năm  | Phim                                          | Đạo Diễn                              | Quốc Gia         |
| ---- | --------------------------------------------- | ------------------------------------- | ---------------- |
| 2020 | La Llorona                                    | Jayro Bustamante                      | Guatemala        |
| 2020 | Another Round                                 | Thomas Vinterberg                     | Denmark          |
| 2020 | Atlantis                                      | Valentyn Vasyanovych                  | Ukraine          |
| 2020 | I'm No Longer Here                            | Fernando Frías de la Parra            | Mexico / Hoa Kỳ  |
| 2020 | Jallikattu                                    | Lijo Jose Pellissery                  | Ấn Độ            |
| 2020 | My Little Sister                              | Stéphanie Chuat and Véronique Reymond | Switzerland      |
| 2020 | Dương quang phổ chiếu                         | Chung Mong-hong                       | Đài Loan         |
| 2020 | Tove                                          | Zaida Bergroth                        | Finland / Sweden |
| 2020 | Two of Us                                     | Filippo Meneghetti                    | Pháp             |
| 2021 | Drive My Car                                  | Ryusuke Hamaguchi                     | Nhật Bản         |
| 2021 | Compartment No. 6                             | Juho Kuosmanen                        | Finland          |
| 2021 | Flee                                          | Jonas Poher Rasmussen                 | Denmark          |
| 2021 | The Good Boss                                 | Fernando León de Aranoa               | Spain            |
| 2021 | The Hand of God                               | Paolo Sorrentino                      | Ý                |
| 2021 | A Hero                                        | Asghar Farhadi                        | Iran             |
| 2021 | Prayers for the Stolen                        | Tatiana Huezo                         | Mexico           |
| 2021 | Titane                                        | Julia Ducournau                       | Pháp             |
| 2021 | The Worst Person in the World                 | Joachim Trier                         | Na Uy            |
| 2022 | Argentina, 1985                               | Santiago Mitre                        | Argentina        |
| 2022 | Bardo, False Chronicle of a Handful of Truths | Alejandro González Iñárritu           | Mexico           |
| 2022 | Close                                         | Lukas Dhont                           | Bỉ               |
| 2022 | Corsage                                       | Marie Kreutzer                        | Austria          |
| 2022 | Quyết tâm chia tay                            | Park Chan-wook                        | Hàn Quốc         |
| 2022 | Holy Spider                                   | Ali Abbasi                            | Đan Mạch         |
| 2022 | The Quiet Girl                                | Colm Bairéad                          | Ireland          |
| 2022 | War Sailor                                    | Gunnar Vikene                         | Na Uy            |

## Multiple winners
| Chiến Thắng | Đạo Diễn        |
| ----------- | --------------- |
| 4           | Pedro Almodóvar |
| 2           | Ang Lee         |